# Список премьер-министров Бахрейна
В Бахрейне премьер-министр является главой правительства страны. Согласно конституции Бахрейна, премьер-министр назначается непосредственно королём, и его назначение не нуждается в одобрении Палаты депутатов.
В 1970—2020 годах в Бахрейне был только один премьер-министр — Халифа ибн Салман Аль Халифа, дядя правящего короля Хамада ибн Исы Аль Халифы. С 19 января 1970 года по 16 августа 1971 года его должность называлась «Председатель Государственного совета».

## Список премьер-министров Бахрейна
1. Шейх Халифа ибн Салман Аль Халифа (19 января 1970 — 11 ноября 2020)
2. Шейх Салман ибн Хамад ибн Иса Аль Халифа (11 ноября 2020 — н. в.)